# Сан Лоренцо (Сиракуза)
Сан Лоренцо је насеље у Италији у округу Сиракуза, региону Сицилија.
Према процени из 2011. у насељу је живело 61 становника. Насеље се налази на надморској висини од 10 м.